# Dambron
Dambron ist eine französische Gemeinde mit 99 Einwohnern (Stand 1. Januar 2022) im Département Eure-et-Loir in der Region Centre-Val de Loire. Sie gehört zum Arrondissement Châteaudun und ist Mitglied im Gemeindeverband Communauté de communes Cœur de Beauce. Die Einwohner werden Dambronais und Dambronaises genannt.  
Die Gemeinde grenzt im Norden an Santilly, im Osten an Ruan, im Südosten an Artenay, im Südwesten an Poupry und im Nordwesten an Baigneaux.

## Bevölkerungsentwicklung
| Jahr      | 1962 | 1968 | 1975 | 1982 | 1990 | 1999 | 2008 | 2015 |
| --------- | ---- | ---- | ---- | ---- | ---- | ---- | ---- | ---- |
| Einwohner | 167  | 136  | 104  | 111  | 104  | 104  | 91   | 94   |

## Sehenswürdigkeiten

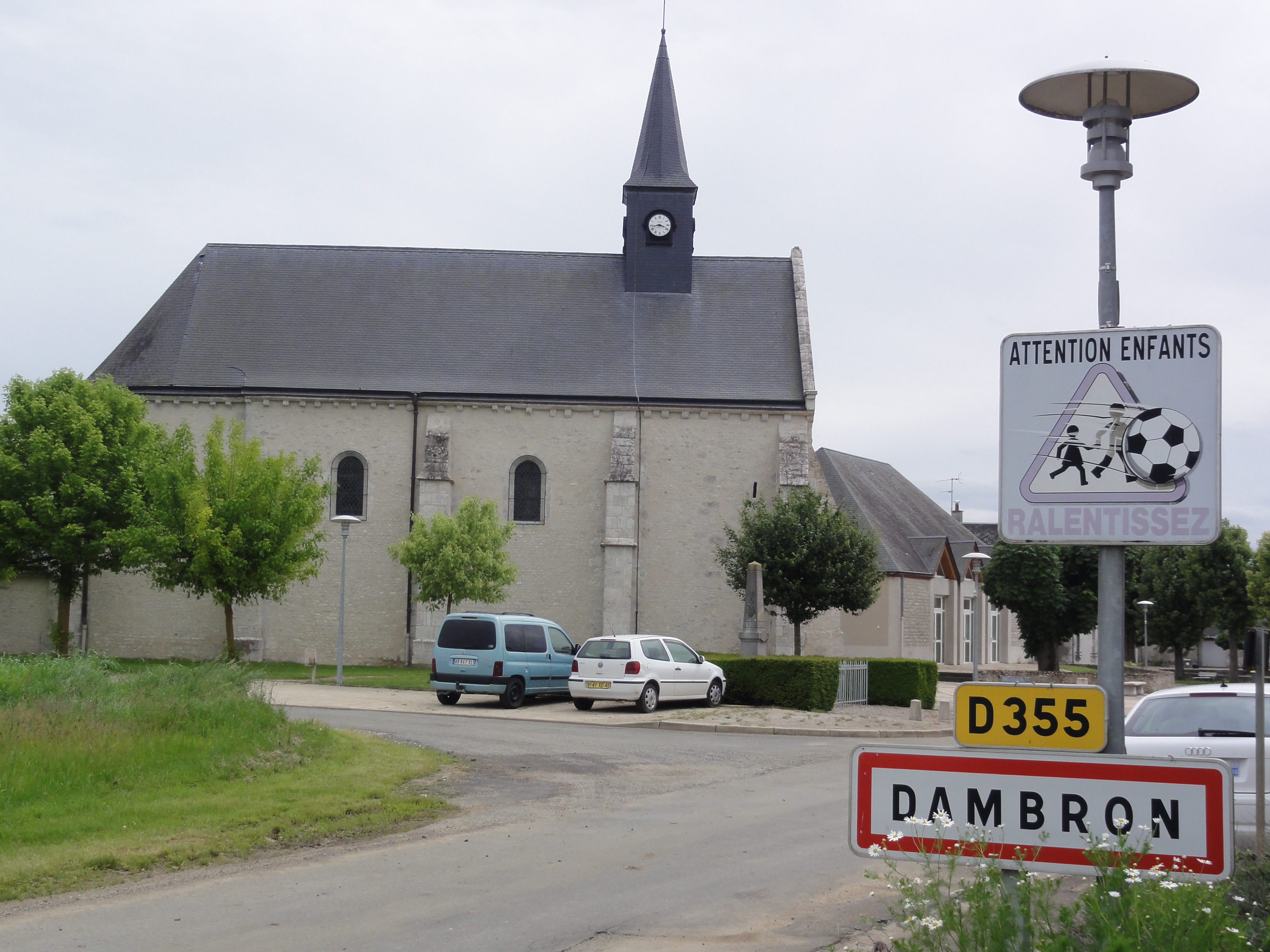
Kirche Saint-Sulpice

- Kriegerdenkmal
- Kirche Saint-Sulpice